# Linus Glanzelius
Linus Glanzelius, född 28 december 1990, är en svensk politiker för Socialdemokraterna. 
Glanzelius tog över Erik Bergkvists plats i Europaparlamentet den 27 februari 2024 efter Bergkvists död den 20 februari. Denna plats innebär att han kommer att tillträda som ordinarie ledamot i transportutskottet och regionala utvecklingsskottet. Han kommer även att tillträda som ersättare i industri- och energiutskottet. Glanzelius har varit medlem och arbetande för SSU och Socialdemokraterna sedan 2010, och varit politiskt sakkunnig för både den tidigare statsministern Magdalena Andersson (Socialdemokraterna) och för den tidigare utrikesministern Ann Linde (Socialdemokraterna). Glanzelius kandiderade även för Socialdemokraterna i Europaparlamentsvalet 2019.